# The Living Idol
The Living Idol es una película de terror sobrenatural estadounidense de 1957, escrita, dirigida y producida por Albert Lewin.

## Argumento
Un arqueólogo cree que una mujer mexicana es la reencarnación de una princesa azteca.

## Recepción
Según los registros de Metro-Goldwyn-Mayer, la película recaudó 125 000 dólares en Estados Unidos y Canadá, y 225 000 dólares en otros lugares, lo que supuso una pérdida para el estudio de 339.000 dólares.